# Alotenango
San Juan Alotenango (del náhuatl, que significa «muralla de elote» o «muralla de papagayos») es un municipio del departamento de Sacatepéquez, en la República de Guatemala. De acuerdo al censo oficial de 2018, tiene una población de 27,086 habitantes.
Luego de la Independencia de Centroamérica en 1821, el Estado de Guatemala estableció circuitos y distritos para la impartición de justicia por medio de juicios de jurados en 1825 y el poblado de Alotenango se incluyó al circuito de la Antigua en el Distrito N.º8 (Sacatepéquez).
A finales del siglo XIX, los exploradores europeos Eugenio Dussaussay y Alfred Maudslay ascendieron a los volcanes de Fuego y de Acatenango; ambos relataron en publicaciones sus experiencias de sus respectivas excursiones, que se iniciaron en Alotenango.

## Toponimia
Muchos de los nombres de los municipios y poblados de Guatemala constan de dos partes: el nombre del santo católico que se venera el día en que fueron fundados y una descripción con raíz náhuatl; esto se debe a que las tropas que invadieron la región en la década de 1520 al mando de Pedro de Alvarado estaban compuestas por soldados españoles y por indígenas tlaxcaltecas y cholultecas.  El topónimo «Alotenango» proviene de las raíces «alotl» (español: «elote» o «papagayo»), «tenan» (español: «muralla») y «co» (terminación y significaría «Lugar rodeado de elotes» o «En el lugar de la muralla del papagayo».

## Geografía física

### Clima
La cabecera municipal de Alotenango tiene clima templado (Clasificación de Köppen: Cwb).
| Parámetros climáticos promedio de Alotenango | Parámetros climáticos promedio de Alotenango | Parámetros climáticos promedio de Alotenango | Parámetros climáticos promedio de Alotenango | Parámetros climáticos promedio de Alotenango | Parámetros climáticos promedio de Alotenango | Parámetros climáticos promedio de Alotenango | Parámetros climáticos promedio de Alotenango | Parámetros climáticos promedio de Alotenango | Parámetros climáticos promedio de Alotenango | Parámetros climáticos promedio de Alotenango | Parámetros climáticos promedio de Alotenango | Parámetros climáticos promedio de Alotenango | Parámetros climáticos promedio de Alotenango |
| Mes                                          | Ene.                                         | Feb.                                         | Mar.                                         | Abr.                                         | May.                                         | Jun.                                         | Jul.                                         | Ago.                                         | Sep.                                         | Oct.                                         | Nov.                                         | Dic.                                         | Anual                                        |
| -------------------------------------------- | -------------------------------------------- | -------------------------------------------- | -------------------------------------------- | -------------------------------------------- | -------------------------------------------- | -------------------------------------------- | -------------------------------------------- | -------------------------------------------- | -------------------------------------------- | -------------------------------------------- | -------------------------------------------- | -------------------------------------------- | -------------------------------------------- |
| Temp. máx. media (°C)                        | 23.8                                         | 24.6                                         | 25.7                                         | 26.1                                         | 25.8                                         | 24.8                                         | 24.7                                         | 24.9                                         | 24.2                                         | 23.9                                         | 24.1                                         | 23.4                                         | 24.7                                         |
| Temp. media (°C)                             | 18.0                                         | 18.5                                         | 19.4                                         | 20.4                                         | 20.7                                         | 20.6                                         | 20.1                                         | 20.1                                         | 19.7                                         | 19.3                                         | 19.0                                         | 17.9                                         | 19.5                                         |
| Temp. mín. media (°C)                        | 12.2                                         | 12.4                                         | 13.2                                         | 14.7                                         | 15.6                                         | 16.4                                         | 15.6                                         | 15.4                                         | 15.3                                         | 14.8                                         | 13.9                                         | 12.4                                         | 14.3                                         |
| Precipitación total (mm)                     | 5                                            | 9                                            | 16                                           | 41                                           | 168                                          | 389                                          | 275                                          | 288                                          | 420                                          | 218                                          | 35                                           | 10                                           | 1874                                         |
| Fuente: Climate-Data.org                     |                                              |                                              |                                              |                                              |                                              |                                              |                                              |                                              |                                              |                                              |                                              |                                              |                                              |

### Ubicación geográfica
Alotenango está en el departamento de Sacatepéquez y sus colindancias son:
- Norte: San Miguel Dueñas y Ciudad Vieja, municipios del departamento de Sacatepéquez
- Noreste: Ciudad Vieja
- Sur, este y oeste: Escuintla, municipio del departamento de Escuintla
- Oeste: Yepocapa, municipio del departamento de Chimaltenango.[4]

|                           | Norte: San Miguel Dueñas Ciudad Vieja | Nordeste: Ciudad Vieja |
| Oeste: Yepocapa Escuintla |                                       | Este: Escuintla        |
|                           | Sur: Escuintla                        |                        |

## Gobierno municipal
Los municipios se encuentran regulados en diversas leyes de la República, que establecen su forma de organización, lo relativo a la conformación de sus órganos administrativos y los tributos destinados para los mismos.  Aunque se trata de entidades autónomas, se encuentran sujetas a la legislación nacional. Las principales leyes que rigen a los municipios en Guatemala desde 1985 son:
| N.º | Ley                                                | Descripción |
| --- | -------------------------------------------------- | --- |
| 1   | Constitución Política de la República de Guatemala | Tiene una regulación legal específica para los municipios en los artículos 253 al 262. |
| 2   | Ley Electoral y de Partidos Políticos              | Ley de carácter constitucional aplicable a los municipios en el tema de la conformación de sus autoridades electas. |
| 3   | Código Municipal                                   | Decreto 12-2002 del Congreso de la República de Guatemala. Tiene la categoría de ley ordinaria y contiene preceptos generales aplicables a todos los municipios, e inclusive contiene legislación referente a la creación de los municipios.             |
| 4   | Ley de Servicio Municipal                          | Decreto 1-87 del Congreso de la República de Guatemala. Regula las relaciones entra la municipalidad y los servidores públicos en materia laboral. Tiene su base constitucional en el artículo 262 de la constitución que ordena la emisión de la misma. |
| 5   | Ley General de Descentralización                   | Decreto 14-2002 del Congreso de la República de Guatemala. Regula el deber constitucional del Estado, y por ende del municipio, de promover y aplicar la descentralización y desconcentración económica y administrativa.                                |

El gobierno de los municipios de Guatemala está a cargo de un Concejo Municipal mientras que el código municipal —que tiene carácter de ley ordinaria y contiene disposiciones que se aplican a todos los municipios de Guatemala— establece que «el concejo municipal es el órgano colegiado superior de deliberación y de decisión de los asuntos municipales […] y tiene su sede en la circunscripción de la cabecera municipal». Por último, el artículo 33 del mencionado código establece que «[le] corresponde con exclusividad al concejo municipal el ejercicio del gobierno del municipio».
El concejo municipal se integra con el alcalde, los síndicos y concejales, electos directamente por sufragio universal y secreto para un período de cuatro años, pudiendo ser reelectos.
Existen también las Alcaldías Auxiliares, los Comités Comunitarios de Desarrollo (COCODE), el Comité Municipal del Desarrollo (COMUDE), las asociaciones culturales y las comisiones de trabajo. Los alcaldes auxiliares son elegidos por las comunidades de acuerdo a sus principios, valores, procedimientos y tradiciones, estos se reúnen con el alcalde municipal el primer domingo de cada mes. Los Comités Comunitarios de Desarrollo y el Consejo Municipal de Desarrollo tiene como función organizar y facilitar la participación de las comunidades priorizando necesidades y problemas.

## Historia

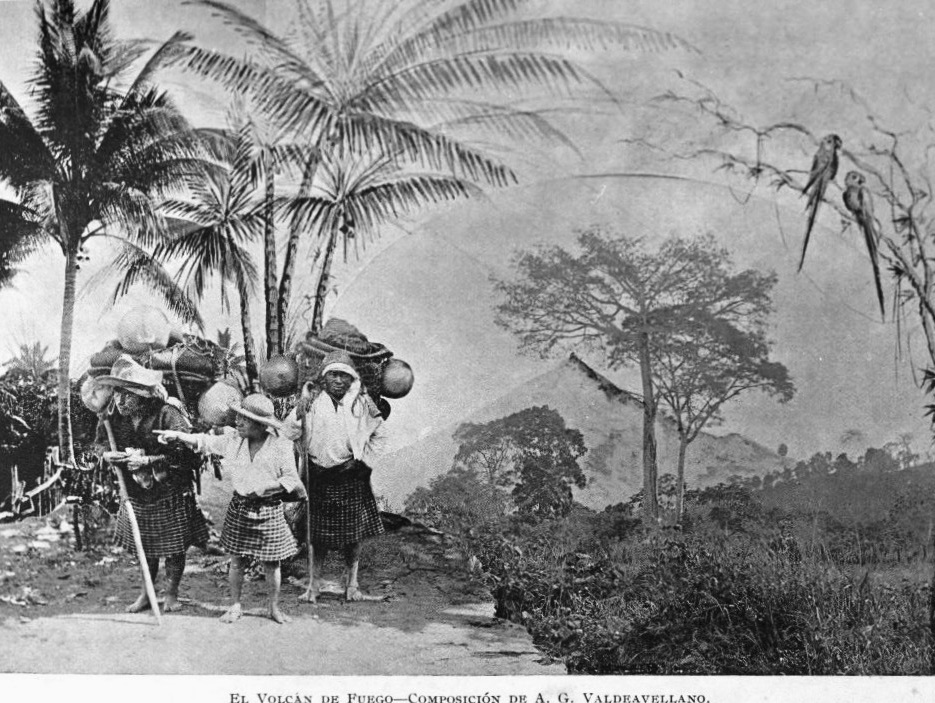
Composición del indígenas de Alotenango y el Volcán de Fuego en 1897.

Este lugar es mencionado en el Popol Vuh por el personaje Vucub Caquix. Asimismo, a inicios del siglo xvi, los conquistadores españoles avistaron el primer asentamiento de Alotenango a unos tres o cuatro kilómetros de su actual asentamiento. Fundado alrededor de 1530, fecha en que los señores Cakchiqueles fueron a dar obediencia al Adelantado Conquistador de Guatemala. En la década de 1540, el obispo Francisco Marroquín dividió la administración del valle central de Guatemala entre los frailes de la Orden de Predicadores y los franciscanos, asignándole a los segundos el curato de Alotenango, entre otros. Como durante la época colonial el poder era compartido por del estado y por la Iglesia Católica, la división de los curatos también se reflejó en la división de la región en valles; así, el valle de Alotenango quedaba bordeado al este por el valle de Guatemala —es decir, la Antigua Guatemala, al norte por el de Chimaltenango, y al oeste y sur por la provincia de Escuintla.
Los indígenas de Alotenango contaban la leyenda que el cercano «Volcán de Fuego» -que había recibido este nombre por sus constantes erupciones- no permitió que le cambiaran de nombre porque cuando unos sacerdotes españoles intentaron bautizarlo con el nombre de «Catarina» éste se negó rotundamente a recibir las aguas bautismales, provocando una erupción tan violenta que la cruz con la que pretendían bautizarlo fue arrojada hasta el palacio del obispo en Santiago de los Caballeros de Guatemala.  Los sacerdotes tuvieron entonces terror del volcán y nunca intentaron bautizarlo nuevamente.

### Tras la Independencia de Centroamérica
Luego de la Independencia de Centroamérica en 1821, el Estado de Guatemala estableció circuitos y distritos para la impartición de justicia por medio de juicios de jurados en 1825.  Alotenango fue adjudicado al circuito de la Antigua en el Distrito N.º8 (Sacatepéquez), el cual también incluía a la Antigua Guatemala, San Cristóbal Alto, San Miguel Milpas Altas, Santa Ana, Magdalena, San Juan Cascón, Santa Lucía, Santo Tomás, Embaulada, Santiago, San Bartólome, San Mateo, San Lucas, Pastores, Cauque, Jocotenango, San Felipe, Ciudad Vieja, San Pedro Las Huertas, San Lorenzo, San Antonio Dueñas, Zamora, Urías, Santa Catalina, San Andrés y San Bartolomé Aguas Calientes, Santa María y San Juan del Obispo.

### Exploraciones a los volcanes de Fuego y Acatenango
Desde el valle de Alotenango se puede llegar al volcán de Agua, que está a poco más de dieciséis kilómetros de distancia, y también al volcán de Fuego; en 1881, el escritor Eugenio Dussaussay relató su ascensión a este último, entonces parcialmente inexplorado. Primero, necesitó pedir autorización para subir al volcán al Jefe Político de Sacatepéquez, quien les entregó una carta para el alcalde de Alotenango solicitándole que le prestara a los exploradores los auxiliaos necesarios para su expedición.  Dussaussay y su acompañante, Tadeo Trabanino, tenían la intención de ascender al pico central, que todavía no había sido explorado, pero no encontraron guía y se conformaron con subir al cono activo, que había hecho erupción en 1880.
Su guía, el señor Rudecindo Zul, oriundo de Alotenango, y acompañado de dos mozos de la localidad encaminaron a Dussaussay y a Trabanino hasta un lugar que se conocía como meseta, pues de allí no pasaban por el temor que tenían los indígenas de la localidad al volcán; de hecho, sólo Zul se ofreció como guía. Entre las provisiones que llevaban los exploradores había aguardiente para el guía y los mozos -condición única para acompañar la expedición-, instrumentos para ubicarse y armamento para defenderse de los tigres que habitaban el área en ese entonces.
Duassaussay describió así a Rudecindo Zul: «Tanto era el miedo que tienen al Volcán de Fuego los indígenas de Alotenango que en todo el pueblo no se encuentra más que un sólo individuo que quiere acompañar a los exploradores que muy pocas veces se presentan.  Rudecindo Zul tenía 98 años y aún estaba fresco y vigoroso; llevaba la cuenta de sus años con granos de maíz; pero hacía como dos años los ratones le comieron los granos. No tenía una sola cana, sus ojos estaban un poco hinchados y estaba casado.  Había estado casado dos veces y tenía diecinueve hijos legítimos, y confesó que no sabía cuantos hijos ilegítimos tenía. Su esposa tenía treinta ocho años de edad en ese entonces.  Zul estaba acostumbrado a no comer más que tortillas, carne, chile y frijoles y eran en extremo aficionado al aguardiente y a la chicha.  Vestía con un largo traje de lana negra, abierto por la parte superior para que pasara la cabeza y también lateralmente del sobaco al muslo, y suspendido al cuerpo por medio de un cincho.»
El 7 de enero de 1892 el arqueólogo inglés Alfred Percival Maudslay y el Dr. Otto Stoll, quien residía en Antigua Guatemala, iniciaron el ascenso al volcán desde Alotenango, llevando siete mozos con comida, ropa y equipo de campamento. Cabalgaron durante una hora hacia la montaña hasta que las mulas no pudieron seguir y las enviaron de regreso al poblado con un mozo.  Las primeras dos horas de ascenso no fueron muy pronunciadas, pero era pesado caminar sobre el follaje y hojas secas abriéndose camino entre el espeso bosque.  Luego continuaron por una escarpada vereda construida en el bosque y no fue sino hasta que llegaron a los 2900 m s. n. m. que pudieron ver el pico del volcán por primera vez. Las laderas del pico del volcán ya no tenían vegetación y los barrancos próximos estaban cubiertos de ceniza volcánica y roca derretida.

## Comercio y Servicios
En el municipio hay una gran variedad de establecimientos comerciales y de servicio que atienden las necesidades de la población. Cuenta con ferreterías, librerías, panaderías, farmacias, venta de cajas mortuorias, servicio de transporte extra urbano hacia la capital. Todos los días hay mercado, con mayor afluencia el domingo, cuando se experimenta mayor actividad comercial. Así mismo en la actualidad cuenta con una empresa dedicada a dar mantenimiento a maquinaria de café y cualquier tipo de agro industria. 
El café es uno de los más cultivados se dice que el café de esta área debido a su altura tiene uno de los mejores cafés de todo el mundo. tiene también otros cultivos como elotes y jocotes.
Cuenta con todos los servicios públicos indispensables, como energía eléctrica, agua potable, drenaje sanitario, escuelas e institutos, telecomunicaciones, teléfono residencial, telefonía celular, centro de salud, mercado, canchas deportivas, mercado municipal y cementerio general.